# Lebrunia coralligens
Lebrunia coralligens är en havsanemonart som först beskrevs av Wilson 1890.  Lebrunia coralligens ingår i släktet Lebrunia och familjen Aliciidae. Inga underarter finns listade i Catalogue of Life.

## Bildgalleri

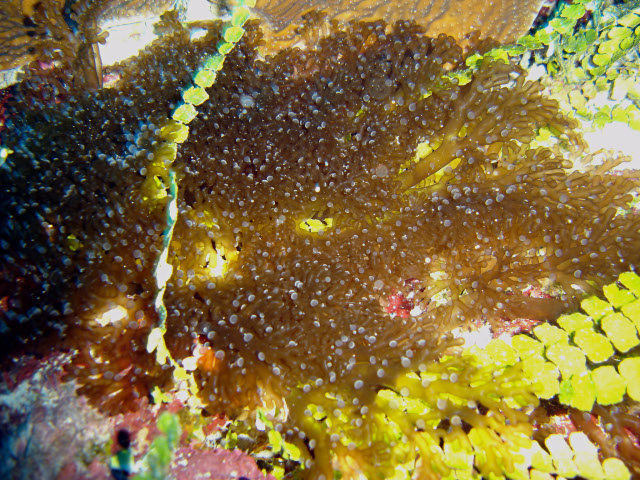